# Rotonde Skierniewice

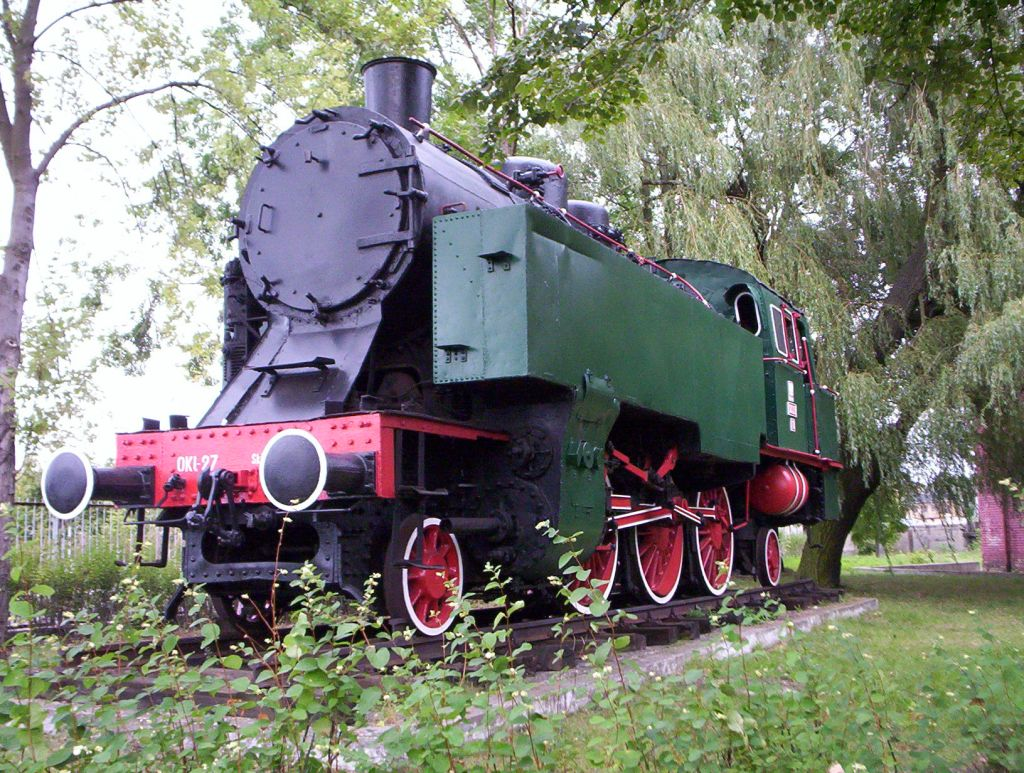
OKl27 dans le musée

La rotonde de Skierniewice (polonais : Parowozownia Skierniewice) a été mise en service en 1845 et sera utilisée jusqu'en 1991. À l'heure actuelle une association polonaise d'amateurs de chemins de fer (PSMK) a commencé à y installer un musée avec exposition d'anciens matériels.

## Localisation
Elle est située à proximité de la gare Skierniewice, à la bifurcation entre la ligne de Varsovie à Katowice et celle vers Łowicz.

## Matériel préservé
- Les locomotives à vapeur : Ty51, TKi3, Ol49, OKl27
- Locomotives diesel : LS40, SP30
- Locomotive électriques : AEG 4184, EP03-08
- Wagons
- Voitures
- Les draisines
- Matériel ferroviaire